# Mark Turgeon
Mark Leo Turgeon (Topeka, 5 febbraio 1965) è un ex cestista e allenatore di pallacanestro statunitense.